# Àngel Estivill i Abelló
Àngel Estivill i Abelló (el Molar, Priorat, 1908) fou un periodista, escriptor i polític català.

## Biografia
El seu pare era fuster i d'ideologia anarquista i s'instal·là el 1919 a Barcelona. Estudià a les Escoles Domènec, de Gràcia. Militant d'Estat Català, el contacte amb Joaquim Maurín el dugué a abandonar el partit i a integrar-se en el Bloc Obrer i Camperol (BOC) el 1930. Fou redactor i un dels principals animadors de L'Hora, òrgan barceloní del BOC, on creà la secció Les Arts, dedicada a l'art proletari, també col·labora amb altres òrgans del BOC (Adelante, La Batalla). Es guanyava la vida com a periodista a La Noche, El Día Gráfico, Full Oficial del Dilluns i com a dependent de farmàcia a la nit. De 1933 a 1935 va estar casat amb l'activista socialista Maria Manonelles i Riera, que posteriorment fou companya de Josep Rovira i Canals.
En el II Congrés de la Federació Comunista Ibèrica (FCI), defensà la importància del fet nacional com a factor revolucionari, i topà amb la direcció. Participà activament en els fets del sis d'octubre de 1934. Arran d'aquesta experiència escrigué 6 d'Octubre. L'ensulsiada dels jacobins, on ja exposa clarament la idea de la necessitat que la classe obrera encapçali el doble alliberament social i nacional. En crear-se el novembre del 1935 el Partit Obrer d'Unificació Marxista (POUM), s'hi arrenglera en la fracció opositora i, el gener del 1936, passà a la Federació Catalana del PSOE. Membre del Comitè Executiu de les Joventuts Socialistes Unificades de Catalunya (JSUC) i col·laborador de l'òrgan d'aquestes, Iskra, seria un dels fundadors del Partit Socialista Unificat de Catalunya (PSUC), i col·laborador de Justícia Social-Octubre.
Fou un dels combatents de la victoriosa jornada del 19 de juliol de 1936, i més tard fou comissari polític de l'Exèrcit Popular de la República espanyola, i president del Comitè de Serveis Correccionals de Catalunya (desembre de 1936 – juliol de 1937), càrrec en el qual fou substituït per Rafael Tasis i Marca. Després de la Guerra Civil Espanyola, passà pels camps de refugiats de Cotlliure i Argelers, i poc més tard abandonà el PSUC. El novembre del 1940 participà en el Manifest crític d'exmilitants del PSUC, i més tard en el Moviment Social d'Emancipació Catalana (1941) i en el Partit Socialista Català (1942). Membre del Moviment Socialista de Catalunya (MSC), fou director de l'edició americana del seu òrgan, Endavant. A Mèxic es guanyà la vida amb noticiaris radiofònics. El 1979 visità Barcelona per primera vegada en 40 anys.

## Obres
- 6 d'Octubre. L'ensulsiada dels jacobins (1935)
- Lina Odena: la gran heroína de las juventudes revolucionarias de España (castellà) (1936)
- 4 Lecciones de socialismo (castellà) (1937)
- Sexo, moral y familia: contra los conceptos burgueses la concepción proletaria (castellà)
- Los perros de Acteon: tragedia en tres actos (el segundo, dividido en dos cuadros) (castellà) (1954)
- Catalunya lliure, repúbliques confederades d'Ibèria, cap a l'emancipació del proletariat hispànic., article a L'Hora, 15 d'abril de 1931
- Els obrers i els problemes nacionalitaris, article a L'Hora, 15 d'agost de 1934